# Csenger
Csenger ist eine ungarische Stadt und Verwaltungssitz des Kreises Csenger im Komitat Szabolcs-Szatmár-Bereg.

## Geografische Lage
Csenger liegt 73 Kilometer südöstlich des Komitatssitzes Nyíregyháza am rechten Ufer des Flusses Szamos und grenzt im Osten an Rumänien. Nachbargemeinden sind Komlódtótfalu, Szamosbecs, Szamosangyalos, Pátyod, Tyukod, Ura und Csengerújfalu. Jenseits der Grenze liegt der rumänische Ort Oar.

## Geschichte
Csenger wurde zur Zeit der Árpáden gegründet. Der Name wurde erstmals 1219 im Váradi Regestrum erwähnt. Seit 1429 wurde der Ort als Stadt bezeichnet.
Ab 1576 wurde der Ort zum Zentrum des Kirchenkreises, wo auch dessen Versammlungen stattfanden.
Im Jahr 1913 gab es in der damaligen Großgemeinde 636 Häuser und 3522 Einwohner auf einer Fläche von 6466 Katastraljochen. Sie gehörte zu dieser Zeit zum Bezirk Csenger im Komitat Szatmár.

## Söhne und Töchter der Stadt
- Enikő Eszenyi (* 1961),  Schauspielerin, Regisseurin und Theaterleiterin
- Ágnes Osztolykán (* 1974), Politikerin

## Sehenswürdigkeiten
- Griechisch-katholische Kirche Urunk színeváltozása, erbaut 2000 nach Plänen von Imre Makovecz
- Heimatmuseum, 1982 eröffnet
- Reformierte Kirche aus dem 13. Jahrhundert (spätromanisch, frühgotisch)
- Römisch-katholische Kirche Szentháromság, erbaut 1829 im klassizistischen Stil
- Stadtzentrum
  - ÁMK-Gebäude mit Kulturzentrum, Bibliothek und pädagogischem Dienst
  - Petőfi-Schule mit Sporthalle
  - Rathaus (Polgármesteri Hivatal)
  - Reformiertes Gemeindezentrum

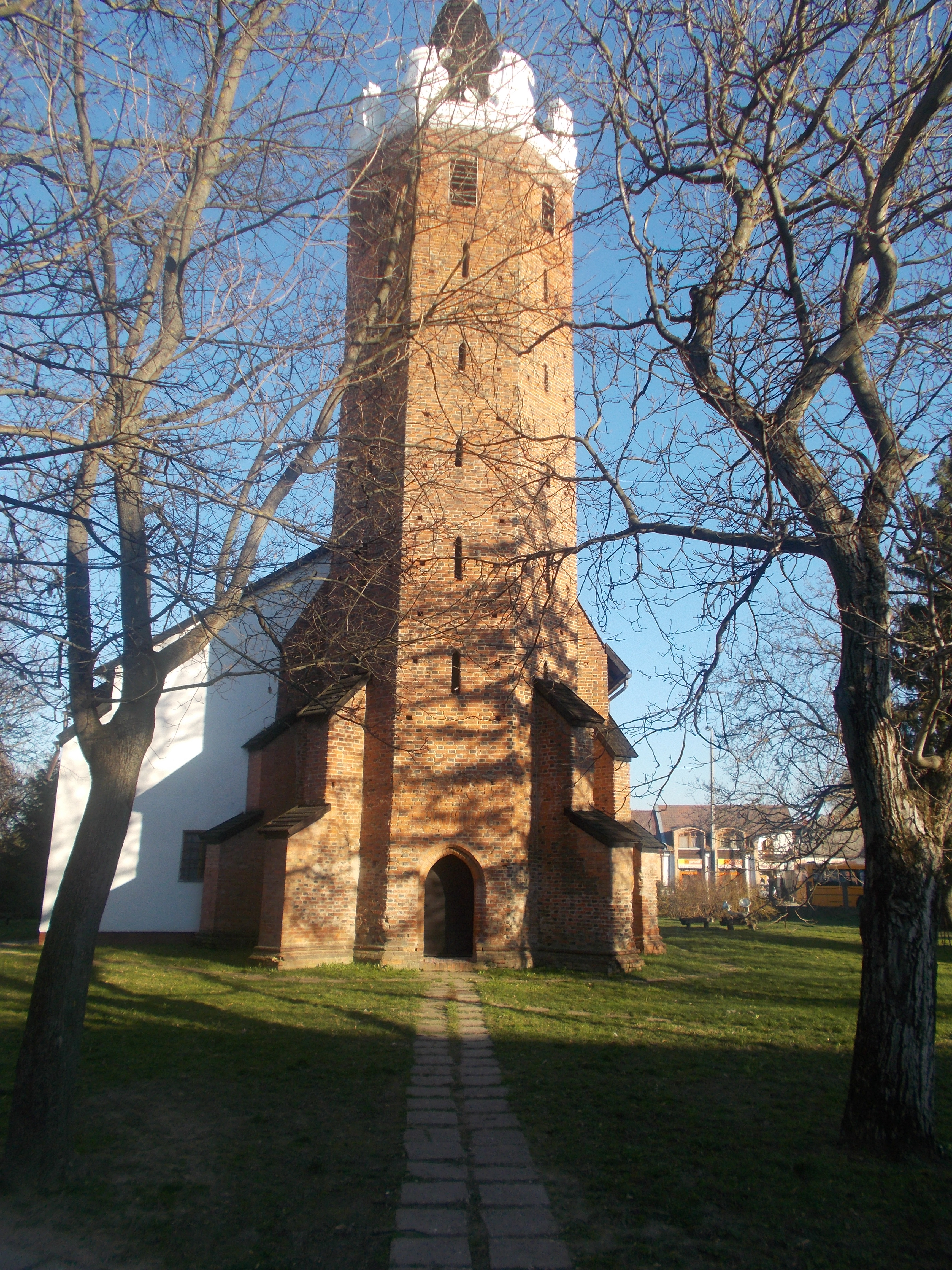
Reformierte Kirche
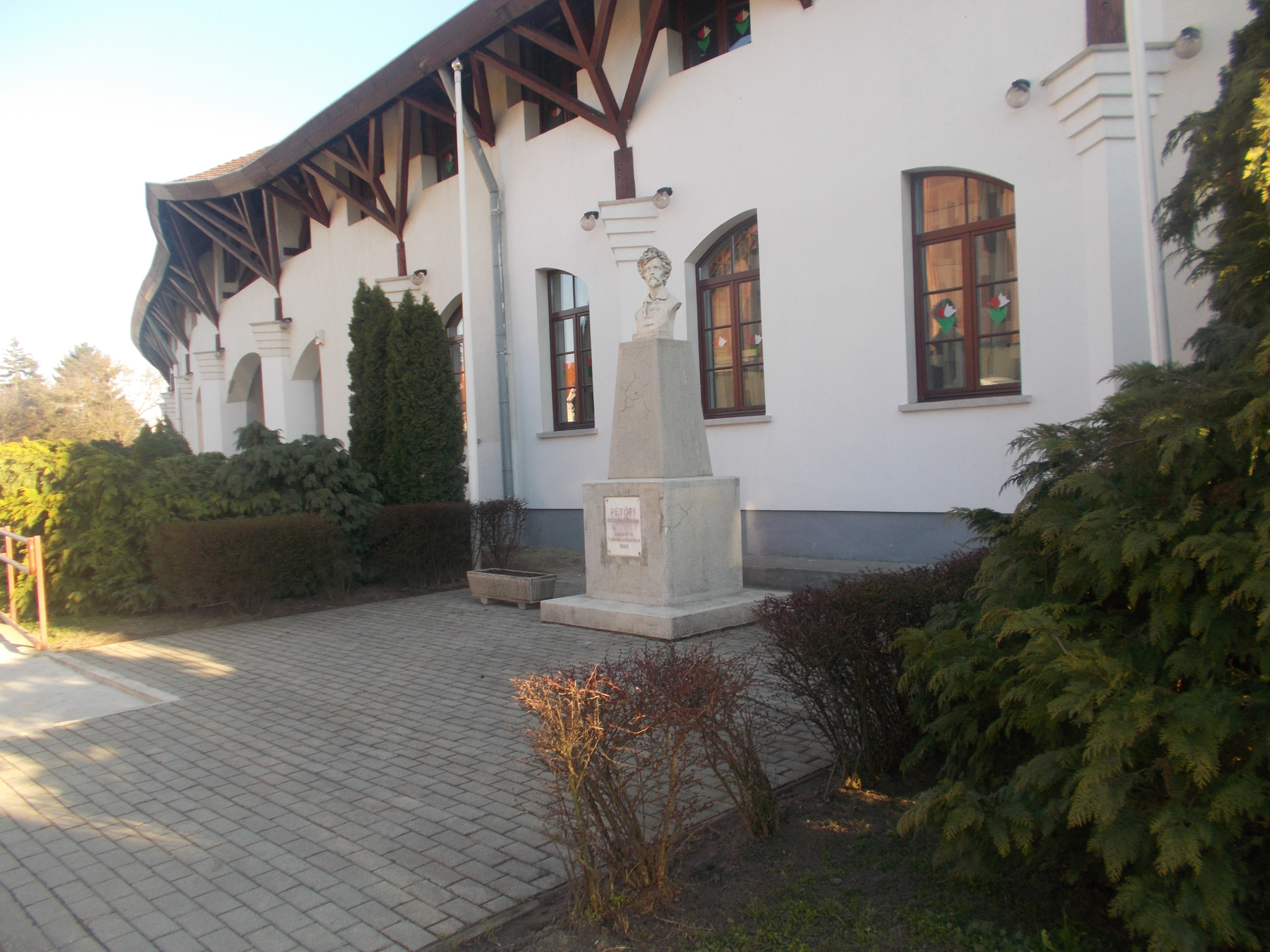
Petőfi-Büste vor der Petőfi-Schule
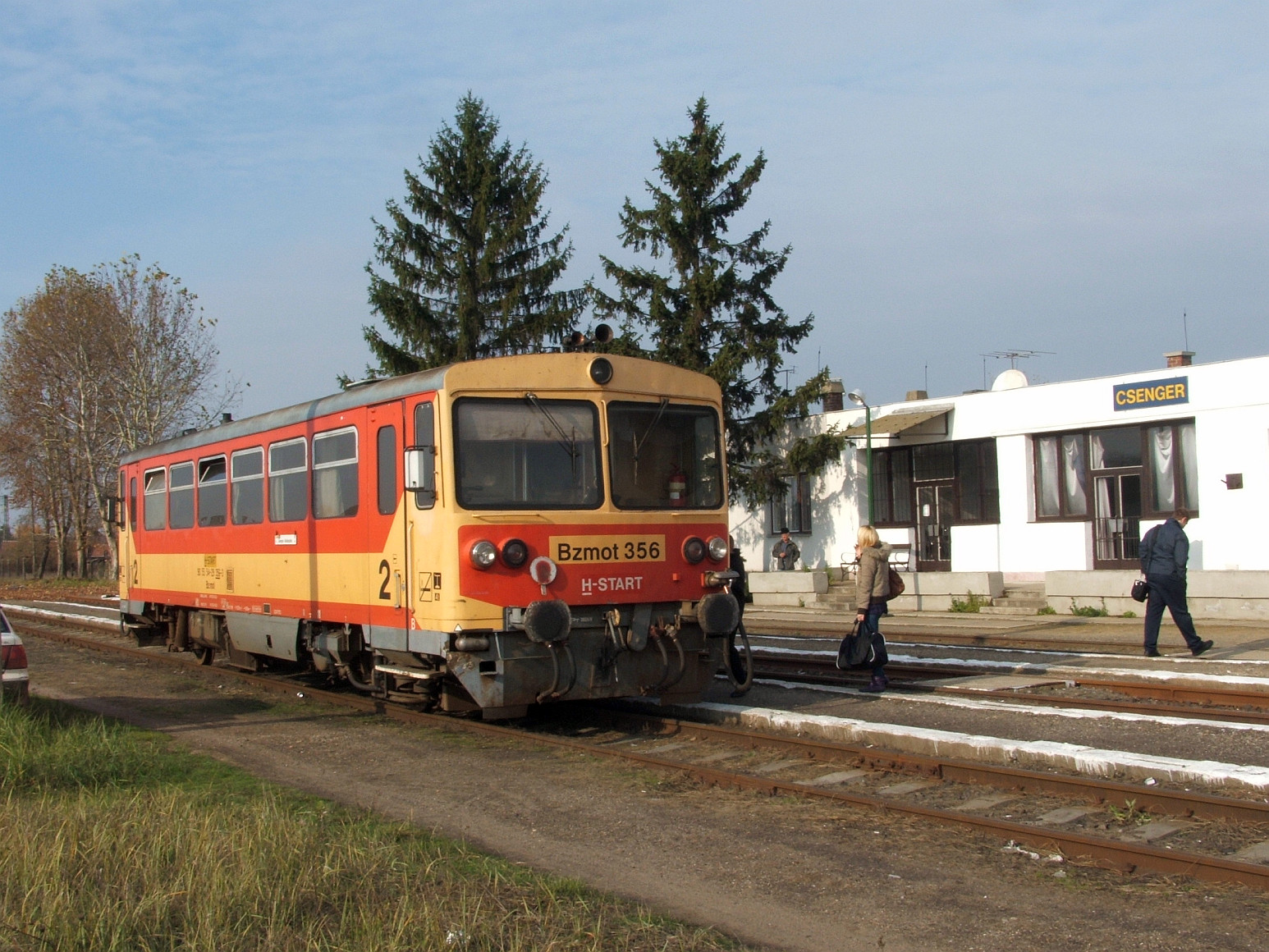
Bahnhofsgebäude und Schienenbus
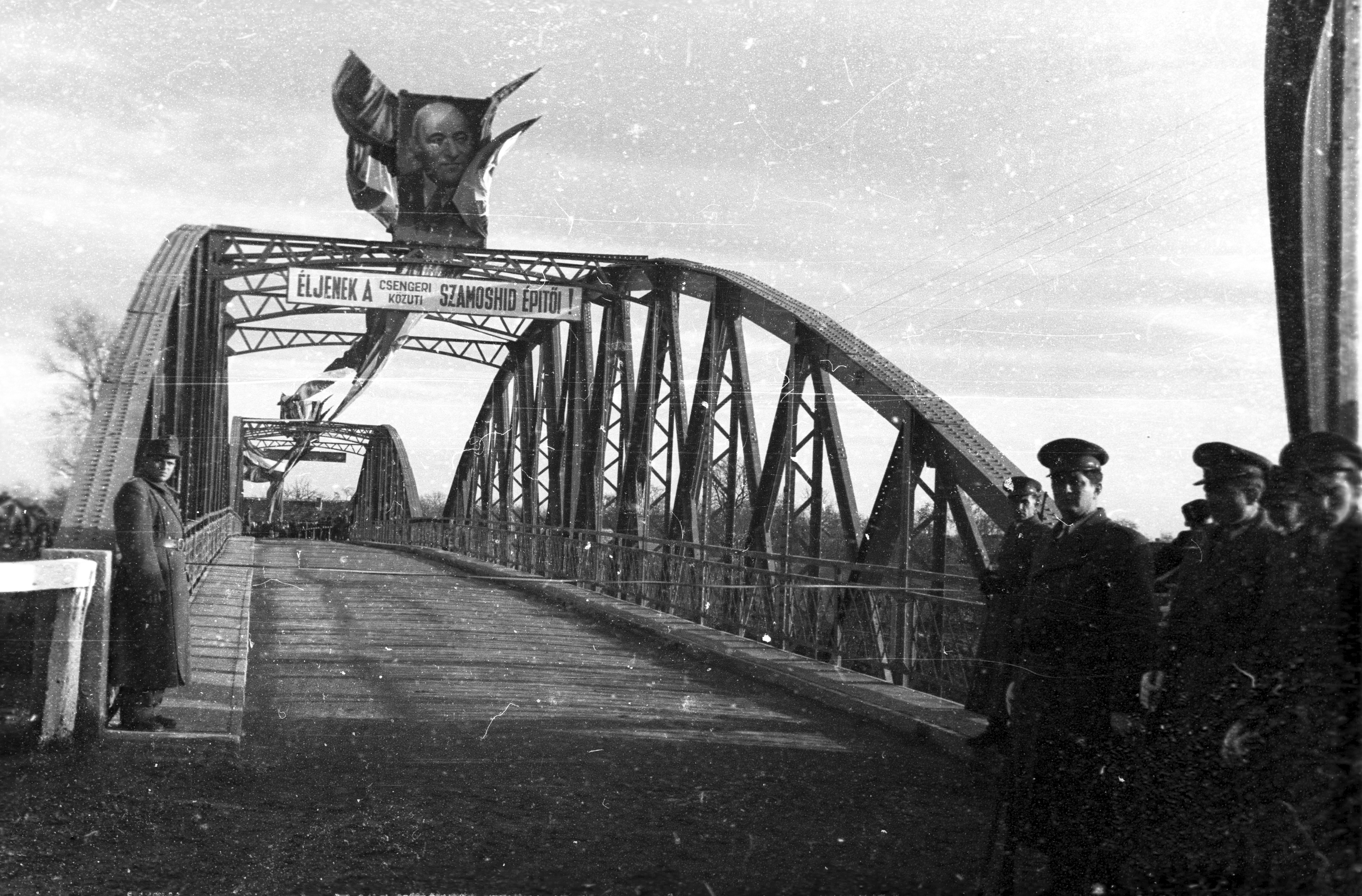
Brücke über den Fluss Szamos (1949)